# البريد الفلسطيني
بدأ البريد الفلسطيني العمل في عصر الحكم العثماني وذلك في عام 1840 حيث تم افتتاح أول مكتب بريد في فلسطين وفي عام 1849 تم افتتاح سبعة مكاتب بريد في كل من «القدس، نابلس، غزة، يافا، بيت لحم، طبريا، الخليل» وكانت أول إرساليات تبادلية بين فلسطين ومصر في عام 1859 عن طريق مكتب بريد يافا.
في سنة 1899 كان التبادل البريدي بين فلسطين ودول العالم يمر عبر بيروت وبورسعيد وفي سنة 1910 تم افتتاح مكتب بريد في خانيونس وفي سنة 1918 أصبح البريد الفلسطيني يدار بواسطة البريد الملكي البريطاني وفي سنة 1920 صدرت طوابع تحمل اسم فلسطين باللغات العربية والإنجليزية والعبرية، وطبعت في القدس، وفي سنة 1938صدرت مجموعة طوابع بريدية مكتوب عليها فلسطين للعرب طبعت في يافا.
بمناسبة تأسيس جامعة الدول العربية سنة 1945 صدر طابعان بريديان حملا اسم فلسطين محاطاً بأعلام الدول العربية، وبعد انتهاء الانتداب أصبح البريد الفلسطيني في غزة يدار بواسطة الإدارة المصرية وفي الضفة الغربية بواسطة الأردن، حتى عام 1967 حيث العدوان واحتلال باقي فلسطين فأصبح يدار البريد الفلسطيني بواسطة إدارة الاحتلال وكان من أكثر القطاعات خضوعاً للسيطرة.والرقابة بسبب أهميته الاقتصادية والأمنية وتركزت الخدمات البريدية في فلسطين ابان الاحتلال في المدن الرئيسيـة فقط وتقدم خدماتها بالوكالة عن البريدي الإسرائيلي واقتصر الإرسال للبريد الفلسطيني مـع الدول الأجنبية فقط بسبب مقاطعة الدول العربية لاسرائيل واستعمال قسائم الجواب الدولية التي كانت تباع بأضعاف ثمنها للجمهور الفلسطيني مخالفين أبسط قوانين القانون الدولي.
1995 تسلمت السلطة الوطنية الفلسطينية قطاع البريد من الجانب الإسرائيلي وهو ضعيف الفاعلية وباعتبار البريد من أهم المرافق الحكومية حيث يعمل على اشباع رغبات الجمهور وله دور فاعل في التنمية الاقتصادية والاجتماعية ومن اللبنات الاساسية في تعزيز صور السيادة والاستقلال وبناءً عليه أبدت السلطة الوطنية الفلسطينية اهتمامها بقطاع البريد فعمدت إلى زيادة عدد المكاتب البريدية إلى "102" مكتب بريدي في ارجاء الوطن بزيادة قدرها 150% عما كان عليه ابان الاحتلال، وبدأ القائمون على هذه الخدمات جهودهم على مسارين الداخلي والخارجي.
كما استطاع العاملون في هذا القطاع التقدم في الخدمات البريدية على المستوى المحلي لتصل درجة الرضا عن هذه الخدمات، رغم المعوقات الاحتلالية وشح الموارد. أما على المستوى الخارجي فقد أصبحت فلسطين عضواً مميزاً في اللجنة العربية الدائمة للبريد وقد استطاعت فلسطين ان تحصل على قرارات دولية من خلال مشاركتها في المؤتمرات العالمية وخاصة في مؤتمر بكين عام 1999 حيث أصبح لفلسطين الحق في المبادلات البريدية مع دول العالم، واصبحت فلسطين عضواً مراقباً في الاتحاد العالمي.
في عام 2008 في مؤتمر جنيف تم الاتفاق بين فلسطين والجانب الإسرائيلي على التبادل البريدي المباشر لفلسطين عبر الأردن وبرعاية الاتحاد الدولي.
في عام 2009 تمكنت فلسطين من الحصول على الرمز البريدي الدولي في مؤتمر عقد في جنيف حيث أن هذا الرمز لا يعطى إلا للدول ويعتبر الركيزة الأولى في استقلال فلسطين. ولا زالت الإدارة الفلسطينية تهتم بنوعية وجودة الخدمات البريدية وتضيف خدمات جديدة من أجل إعادة الثقة للبريد الفلسطيني وتميزه.

## الخدمات البريدية
يقدم البريد الفلسطيني خدمات متعددة تسهيلاً على المواطن، وتتميز جميع هذه الخدمات بالجودة والدقة والثقة. وتصنف الخدمات البريدية كما يلي:
1- البريد الممتاز الداخلي
2- البريد العادي والرزم الصغير
3- خدمات تحصيل الفواتير
4- البريـد العـاجـل العـادي
5- البعـائث المسجلـة
6- البريـد خالـص الاجـرة
7- الصناديـق الخصوصيـة
8- خدمــة الفــاكس
9- خـدمـة البـرقيـات الداخليـة
10-خدمـــة هــواة الطـوابـع